# Єлфутіна Стефанія Олександрівна
Стефанія Олександрівна Єлфутіна (рос. Стефания Александровна Елфутина, нар. 27 січня 1997) — російська яхтсменка, бронзова призерка Олімпійських ігор 2016 року.

## Виступи на Олімпіадах
| Олімпіада           | Дисципліна  | Місце |
| ------------------- | ----------- | ----- |
| Ріо-де-Жанейро 2016 | віндсерфінг | 3     |

## Зовнішні посилання
- Стефанія Єлфутіна — олімпійська статистика на сайті Sports-Reference.com (англ.) (архівна версія)